# Edmond Jaloux
Edmond Jaloux (Marsella, 19 de junio de 1878 - Lutry, 22 de agosto de 1949) fue un escritor francés. Sus novelas (Fumées de la Campagne (1918), y L'Escalier d'Or (1922) revelan su penetración psicológica. Cursó estudios de la literatura francesa, inglesa y alemana y publicado varios ensayos (L'esprit des Livres, 1923).